# تووما آرتسرونی
تووما آرتسرونی (ارمنی: Թովմա Արծրունի؛ تاریخ دقیق تولد و مرگ نامعلوم) تاریخ‌نگار ارمنی بود که در سده‌های نهم تا دهم میلادی می‌زیست. 

وی مؤلف «تاریخ دودمان آرتسرونی» (ارمنی: Պատմություն Արծրունյաց Տան) می‌باشد. او کتابی جامع در ۴ جلد دربارهٔ تاریخ ارمنستان نوشت که تاریخ دودمان آرتسرونی را نیز شامل می‌شود. وی نگارش این اثر را در حدود دهه ۷۸۰ آغاز نموده بود.
این کتاب در سال ۱۸۵۲ میلادی در کنستانتینوپل به زبان ارمنی به چاپ رسید. در سال ۱۸۶۲ ماری-فلیسیته بروسه این کتاب را به زبان فرانسه ترجمه کرد.